# Mike Bryan
Michael „Mike“ Carl Bryan (* 29. duben 1978 Camarillo, Kalifornie, USA) je bývalý americký profesionální tenista specializující se na čtyřhru. Na turnajích hraje se svým levorukým dvojčetem Bobem Bryanem, s nímž byl opakovaně klasifikován na čele deblového žebříčku ATP. V letech 2003–2019 byl světovou jedničkou ve čtyřhře, když ve třinácti obdobích na čele strávil 506 týdnů, což představuje absolutní rekord bez rozdílu pohlaví. Během července 2018 se na vrchol vrátil ve 40 letech a 78 dnech jako nejstarší první hráč ATP v historii.
Na okruhu ATP Tour drží rekord 123 vyhranými deblovými turnaji a 185 finále, včetně zisku osmnácti grandslamových trofejí v mužské čtyřhře a čtyř v mixu. Asociace tenisových profesionálů jej s bratrem vyhlásila nejlepším párem první dekády třetího tisíciletí.
S Bobem Bryanem zvítězili na 118 deblových turnajích. K nim přidal dva tituly v sezóně 2002, nejdříve s Indem Maheshem Bhupathim na Long Islandu a poté s bahamským hráčem Markem Knowlesem v Nottinghamu. Další tři takové trofeje vybojoval s krajanem Jackem Sockem ve Wimbledonu 2018, na US Open 2018 a Turnaji mistrů 2018. Po boku Francouze Édouarda Rogera-Vasselina odešel dvakrát z deblového finále poražen, nejdříve na washingtonském Citi Open 2018 a poté na vídeňském Erste Bank Open 2018.
Spojené státy americké reprezentoval v deblových olympijských soutěžích. Poprvé na Letních olympijských hrách 2004 v Athénách, kde s bratrem skončili jako nejvýše nasazení v mužské čtyřhře ve čtvrtfinále po porážce od chilských vítězů turnaje Fernanda Gonzáleze s Nicolásem Massúem. Zúčastnil se také pekingských Her XXIX. olympiády, na nichž se s dvojčetem stali v deblové soutěži bronzovými medailisty po rozhodující výhře nad Arnaudem Clémentem a Michaëlem Llodrou. Zlaté medaile pak vybojovali na londýnské Letní olympiádě 2012, když ve finále zdolali Francouze Michaëla Llodru s Jo-Wilfriedem Tsongou.
V americkém daviscupovém týmu debutoval v roce 2003 světovou baráží proti Slovensku, v němž s Bobem Bryanem vyhráli čtyřhru nad párem Karol Beck a Dominik Hrbatý. Američané zvítězili 3:2 na zápasy. V Davis Cupu 2007 se stal členem vítězného amerického družstva, když odehrál debly ve všech čtyřech kolech Světové skupiny. Do září 2018 v soutěži nastoupil k třiceti jedna mezistátním utkáním s bilancí 0–1 ve dvouhře a 26–5 ve čtyřhře.

## Deblové rekordy bratrů Bryanových
- 118 vítězství na turnajích ATP (rekord 61 vyhraných turnajů překonali na Farmers Classic 2010 v Los Angeles)[3]
- sedmkrát mistři světa ITF (z toho pětkrát v řadě 2003–2007)
- sedmkrát nejlepší pár roku na ATP Tour
- 16 grandslamových titulů v rámci jednoho páru
- 30 grandslamových finále
- jediný pár, který vyhrál více než 600 zápasů na okruhu
- 7 po sobě jdoucích finále na Grand Slamu (Australian 2005 – Wimbledon 2006)
- 174 finále na okruhu ATP Tour
- 24 deblových výher ve Světové skupině Davis Cupu
- 39 titulů v kategorii ATP Tour Masters 1000

## Finále na Grand Slamu

### Mužská čtyřhra

#### Vítěz (18)
| rok  | turnaj              | spoluhráč | poražení finalisté                      | výsledek                     |
| ---- | ------------------- | --------- | --------------------------------------- | ---------------------------- |
| 2003 | French Open         | Bob Bryan | Paul Haarhuis Jevgenij Kafelnikov       | 7–6(3), 6–3                  |
| 2005 | US Open             | Bob Bryan | Jonas Björkman Max Mirnyj               | 6–1, 6–4                     |
| 2006 | Australian Open     | Bob Bryan | Martin Damm Leander Paes                | 4–6, 6–3, 6–4                |
| 2006 | Wimbledon           | Bob Bryan | Fabrice Santoro Nenad Zimonjić          | 6–4, 4–6, 6–4, 6–2           |
| 2007 | Australian Open (2) | Bob Bryan | Jonas Björkman Max Mirnyj               | 7–5, 7–5                     |
| 2008 | US Open (2)         | Bob Bryan | Lukáš Dlouhý Leander Paes               | 7–6(5), 7–6(10)              |
| 2009 | Australian Open (3) | Bob Bryan | [[Maheš Bhúpatí Bhupathi]] Mark Knowles | 2–6, 7–5, 6–0                |
| 2010 | Australian Open (4) | Bob Bryan | Daniel Nestor Nenad Zimonjić            | 6–3, 6–7(5), 6–3             |
| 2010 | US Open (3)         | Bob Bryan | Rohan Bopanna Ajsám Kúreší              | 7–6(5), 7–6(4)               |
| 2011 | Australian Open (5) | Bob Bryan | Maheš Bhúpatí Leander Paes              | 6–3, 6–4                     |
| 2011 | Wimbledon (2)       | Bob Bryan | Robert Lindstedt Horia Tecău            | 6-3, 6-4, 7-6                |
| 2012 | US Open (4)         | Bob Bryan | Leander Paes Radek Štěpánek             | 6-3, 6-4                     |
| 2013 | Australian Open (6) | Bob Bryan | Robin Haase Igor Sijsling               | 6–3, 6–4                     |
| 2013 | French Open (2)     | Bob Bryan | Michaël Llodra Nicolas Mahut            | 6-4, 4-6, 7-6(4)             |
| 2013 | Wimbledon (3)       | Bob Bryan | Ivan Dodig Marcelo Melo                 | 3-6, 6-3, 6-4, 6-4           |
| 2014 | US Open (5)         | Bob Bryan | Marcel Granollers Marc López            | 6-3, 6-4                     |
| 2018 | Wimbledon (4)       | Jack Sock | Raven Klaasen Michael Venus             | 6–3, 6–7(7–9), 6–3, 5–7, 7-5 |
| 2018 | US Open (6)         | Jack Sock | Łukasz Kubot Marcelo Melo               | 6–3, 6–1                     |

#### Poražený finalista (14)
| rok  | turnaj              | spoluhráč | vítězové                       | výsledek                      |
| ---- | ------------------- | --------- | ------------------------------ | ----------------------------- |
| 2003 | US Open             | Bob Bryan | Jonas Björkman Todd Woodbridge | 5–7, 6–0, 7–5                 |
| 2004 | Australian Open     | Bob Bryan | Michaël Llodra Fabrice Santoro | 7–6(4), 6–3                   |
| 2005 | Australian Open (2) | Bob Bryan | Wayne Black Kevin Ullyett      | 6–4, 6–4                      |
| 2005 | Wimbledon           | Bob Bryan | Stephen Huss Wesley Moodie     | 7–6(4), 6–3, 6–7(2), 6–3      |
| 2005 | French Open         | Bob Bryan | Jonas Björkman Max Mirnyj      | 2–6, 6–1, 6–4                 |
| 2006 | French Open (2)     | Bob Bryan | Jonas Björkman Max Mirnyj      | 6–7(5), 6–4, 7–5              |
| 2007 | Wimbledon (2)       | Bob Bryan | Arnaud Clément Michaël Llodra  | 6–7(5), 6–3, 6–4, 6–4         |
| 2009 | Wimbledon (3)       | Bob Bryan | Daniel Nestor Nenad Zimonjić   | 7–6(7), 6–7(3), 7–6(3), 6–3   |
| 2012 | Australian Open (3) | Bob Bryan | Radek Štěpánek Leander Paes    | 7–6(6), 6–2                   |
| 2012 | French Open (3)     | Bob Bryan | Daniel Nestor Max Mirnyj       | 6-4, 6-4                      |
| 2014 | Wimbledon (4)       | Bob Bryan | Vasek Pospisil Jack Sock       | 7-6(5), 6-7(3), 6-4, 3-6, 7-5 |
| 2015 | French Open (4)     | Bob Bryan | Ivan Dodig Marcelo Melo        | 6-7(5), 7-6(5), 7-5           |
| 2016 | French Open (5)     | Bob Bryan | Feliciano López Marc López     | 6-4, 6-7(6), 6-3              |
| 2017 | Australian Open     | Bob Bryan | Henri Kontinen John Peers      | 5–7, 5–7                      |

### Smíšená čtyřhra

#### Vítěz (4)
| č. | rok  | turnaj      | povrch | spoluhráčka              | poražení finalisté                | výsledek      |
| -- | ---- | ----------- | ------ | ------------------------ | --------------------------------- | ------------- |
| 1. | 2002 | US Open     | tvrdý  | Lisa Raymondová          | Katarina Srebotniková Bob Bryan   | 7-6, 7-6      |
| 2. | 2003 | French Open | antuka | Lisa Raymondová          | Jelena Lichovcevová Maheš Bhúpatí | 6-3, 6-4      |
| 3. | 2012 | Wimbledon   | tráva  | Lisa Raymondová          | Jelena Vesninová Leander Paes     | 6–3, 5–7, 6–4 |
| 4. | 2015 | French Open | antuka | Bethanie Mattek-Sandsová | Lucie Hradecká Marcin Matkowski   | 7–6(7–3), 6–1 |

#### Poražený finalista (2)
| č. | rok  | turnaj     | povrch | spoluhráčka           | vítězové                       | výsledek      |
| -- | ---- | ---------- | ------ | --------------------- | ------------------------------ | ------------- |
| 1. | 2001 | Wimbledon  | tráva  | Anke Huberová         | Daniela Hantuchová Leoš Friedl | 4-6, 6-3, 6-2 |
| 2. | 2008 | [Wimbledon | tráva  | Katarina Srebotniková | Samantha Stosurová Bob Bryan   | 7-5, 6-4      |

## Finále na okruhu ATP Tour

### Čtyřhra: 185 (123–62)
| Legenda (před/od 2009)                               |
| Grand Slam (18–14)                                   |
| Olympijské zlato (1)                                 |
| Turnaj mistrů (5–2)                                  |
| ATP Masters Series / ATP Tour Masters 1000 (39–20)   |
| ATP International Series Gold / ATP Tour 500 (14–12) |
| ATP International Series / ATP Tour 250 (46–14)      |

#### Vítěz (123)
| č.   | datum              | turnaj                                    | povrch      | spoluhráč    | poražení finalisté                      | výsledek                      |
| ---- | ------------------ | ----------------------------------------- | ----------- | ------------ | --------------------------------------- | ----------------------------- |
| 1.   | 25. únor 2001      | Memphis, USA                              | tvrdý (h)   | Bob Bryan    | Alex O'Brien Jonatan Stark              | 6-3, 7-6(3)                   |
| 2.   | 17. červen 2001    | Queen's Club, V. Británie                 | tráva       | Bob Bryan    | Eric Taino David Wheaton                | 6-3, 3-6, 6-1                 |
| 3.   | 15. červenec 2001  | Newport, USA                              | tráva       | Bob Bryan    | André Sá Glenn Weiner                   | 6-3, 7-5                      |
| 4.   | 29. červenec 2001  | Los Angeles, USA                          | tvrdý       | Bob Bryan    | Jan-Michael Gambill Andy Roddick        | 7-5, 7-6(6)                   |
| 5.   | 3. březen 2002     | Acapulco, Mexiko                          | antuka      | Bob Bryan    | Martin Damm David Rikl                  | 6-1, 3-6, 10-2                |
| 6.   | 10. březen 2002    | Scottsdale, USA                           | tvrdý       | Bob Bryan    | Mark Knowles Daniel Nestor              | 7-5, 7-6(6)                   |
| 7.   | 23. červen 2002    | Nottingham, V. Británie                   | tráva       | Mark Knowles | Donald Johnson Jared Palmer             | 0-6, 7-6(3), 6-4              |
| 8.   | 14. červenec 2002  | Newport, USA                              | tráva       | Bob Bryan    | Jürgen Melzer Alexander Popp            | 7-5, 6-3                      |
| 9.   | 4. srpen 2002      | Toronto, Kanada                           | tvrdý       | Bob Bryan    | Mark Knowles Daniel Nestor              | 4-6, 7-6(1), 6-3              |
| 10.  | 25. srpen 2002     | Long Island, USA                          | tvrdý       | M. Bhupathi  | Petr Pála Pavel Vízner                  | 6-3, 6-4                      |
| 11.  | 27. říjen 2002     | Basilej, Švýcarsko                        | koberec (h) | Bob Bryan    | Mark Knowles Daniel Nestor              | 7-6(1), 7-5                   |
| 12.  | 27. duben 2003     | Barcelona, Španělsko                      | antuka      | Bob Bryan    | Chris Haggard Robbie Koenig             | 6-4, 6-3                      |
| 13.  | 8. červen 2003     | French Open, Francie                      | antuka      | Bob Bryan    | Paul Haarhuis Jevgenij Kafelnikov       | 7-6(3), 6-3                   |
| 14.  | 22. červen 2003    | Nottingham, V. Británie                   | tráva       | Bob Bryan    | Joshua Eagle Jared Palmer               | 7-6(3), 4-6, 7-6(4)           |
| 15.  | 17. srpen 2003     | Cincinnati, USA                           | tvrdý       | Bob Bryan    | Wayne Arthurs Paul Hanley               | 7-5, 7-6(5)                   |
| 16.  | 14. listopad 2003  | Houston, USA                              | tvrdý       | Bob Bryan    | Michaël Llodra Fabrice Santoro          | 6-7(6), 6-3, 3-6, 7-6(3), 6-4 |
| 17.  | 11. leden 2004     | Adelaide, Austrálie                       | tvrdý       | Bob Bryan    | Arnaud Clément Michaël Llodra           | 7-5, 6-3                      |
| 18.  | 22. únor 2004      | Memphis, USA                              | tvrdý (h)   | Bob Bryan    | Jeff Coetzee Chris Haggard              | 6-3, 6-4                      |
| 19.  | 7. březen 2004     | Acapulco, Mexiko                          | antuka      | Bob Bryan    | Juan Ignacio Chela Nicolás Massú        | 6-2, 6-3                      |
| 20.  | 13. červen 2004    | Queen's Club, V. Británie (2)             | tráva       | Bob Bryan    | Mark Knowles Daniel Nestor              | 6-4, 6-4                      |
| 21.  | 18. červenec 2004  | Los Angeles, USA                          | tvrdý       | Bob Bryan    | Wayne Arthurs Paul Hanley               | 6-3, 7-6(6)                   |
| 22.  | 31. říjen 2004     | Basilej, Švýcarsko                        | koberec (h) | Bob Bryan    | Lucas Arnold Ker Mariano Hood           | 7-6(11), 6-2                  |
| 23.  | 14. listopad 2004  | Houston, USA                              | tvrdý       | Bob Bryan    | Wayne Black Kevin Ullyett               | 4-6, 7-5, 6-4, 6-2            |
| 24.  | 27. únor 2005      | Scottsdale, USA                           | tvrdý       | Bob Bryan    | Wayne Arthurs Paul Hanley               | 7-5, 6-4                      |
| 25.  | 12. červen 2005    | Queen's Club, V. Británie (3)             | tráva       | Bob Bryan    | Jonas Björkman Max Mirnyj               | 7-6(11), 7-6(4)               |
| 26.  | 7. srpen 2005      | Washington, USA                           | tvrdý       | Bob Bryan    | Wayne Black Kevin Ullyett               | 6-4, 6-2                      |
| 27.  | 11. září 2005      | US Open, USA                              | tvrdý       | Bob Bryan    | Jonas Björkman Max Mirnyj               | 6-1, 6-4                      |
| 28.  | 6. listopad 2005   | Paříž, Francie                            | koberec (h) | Bob Bryan    | Mark Knowles Daniel Nestor              | 6-4, 6-7(3), 6-4              |
| 29.  | 29. leden 2006     | Australian Open, Austrálie                | tvrdý       | Bob Bryan    | Martin Damm Leander Paes                | 4-6, 6-3, 6-4                 |
| 30.  | 5. březen 2006     | Las Vegas, USA                            | tvrdý       | Bob Bryan    | Jaroslav Levinský Robert Lindstedt      | 6-3, 6-2                      |
| 31.  | 9. červenec 2006   | Wimbledon, V. Británie                    | tráva       | Bob Bryan    | Fabrice Santoro Nenad Zimonjić          | 6-3, 4-6, 6-4, 6-2            |
| 32.  | 30. červenec 2006  | Los Angeles, USA                          | tvrdý       | Bob Bryan    | Eric Butorac Jamie Murray               | 6-2, 6-4                      |
| 33.  | 6. srpen 2006      | Washington, USA                           | tvrdý       | Bob Bryan    | Paul Hanley Kevin Ullyett               | 6-3, 5-7, 10-3                |
| 34.  | 13. srpen 2006     | Toronto, Kanada                           | tvrdý       | Bob Bryan    | Paul Hanley Kevin Ullyett               | 6-3, 7-5                      |
| 35.  | 22. říjen 2006     | Madrid, Španělsko                         | tvrdý (h)   | Bob Bryan    | Mark Knowles Daniel Nestor              | 7-5, 6-4                      |
| 36.  | 28. leden 2007     | Australian Open, Austrálie (2)            | tvrdý       | Bob Bryan    | Jonas Björkman Max Mirnyj               | 7-5, 7-5                      |
| 37.  | 4. březen 2007     | Las Vegas, USA                            | tvrdý       | Bob Bryan    | Jonatan Erlich Andy Ram                 | 7-6(6), 6-2                   |
| 38.  | 1. duben 2007      | Miami, USA                                | tvrdý       | Bob Bryan    | Martin Damm Leander Paes                | 6-7(7), 6-3, 10-7             |
| 39.  | 15. duben 2007     | Houston, USA                              | antuka      | Bob Bryan    | Mark Knowles Daniel Nestor              | 7-6(3), 6-4                   |
| 40.  | 22. duben 2007     | Monte Carlo, Monako                       | antuka      | Bob Bryan    | Julien Benneteau Richard Gasquet        | 6-2, 6-1                      |
| 41.  | 20. květen 2007    | Hamburk, Německo                          | antuka      | Bob Bryan    | Paul Hanley Kevin Ullyett               | 6-3, 6-4                      |
| 42.  | 22. červenec 2007  | Los Angeles, USA                          | tvrdý       | Bob Bryan    | Scott Lipsky David Martin               | 7-6(5), 6-2                   |
| 43.  | 5. srpen 2007      | Washington, USA                           | tvrdý       | Bob Bryan    | Jonatan Erlich Andy Ram                 | 7-6(5), 3-6, 10-7             |
| 44.  | 21. říjen 2007     | Madrid, Španělsko                         | tvrdý (h)   | Bob Bryan    | Mariusz Fyrstenberg Marcin Matkowski    | 6-3, 7-6(4)                   |
| 45.  | 28. říjen 2007     | Basilej, Švýcarsko                        | koberec (h) | Bob Bryan    | James Blake Mark Knowles                | 6-1, 6-1                      |
| 46.  | 4. listopad 2007   | Paříž, Francie                            | tvrdý (h)   | Bob Bryan    | Daniel Nestor Nenad Zimonjić            | 6-3, 7-6(4)                   |
| 47.  | 6. duben 2008      | Miami, USA                                | tvrdý       | Bob Bryan    | Maheš Bhúpatí Mark Knowles              | 6-2, 6-2                      |
| 48.  | 4. květen 2008     | Barcelona, Španělsko                      | antuka      | Bob Bryan    | Mariusz Fyrstenberg Marcin Matkowski    | 6-3, 6-2                      |
| 49.  | 6. duben 2008      | Řím, Itálie                               | antuka      | Bob Bryan    | Daniel Nestor Nenad Zimonjić            | 3-6, 6-4, 10-8                |
| 50.  | 3. srpen 2008      | Cincinnati, USA                           | tvrdý       | Bob Bryan    | Jonatan Erlich Andy Ram                 | 4-6, 7-6(2), 10-7             |
| 51.  | 7. září 2008       | US Open, USA                              | tvrdý       | Bob Bryan    | Lukáš Dlouhý Leander Paes               | 7-6(5), 7-6(10)               |
| 52.  | 17. leden 2009     | Sydney, Austrálie                         | tvrdý       | Bob Bryan    | Daniel Nestor Nenad Zimonjić            | 6-1, 7-6(3)                   |
| 53.  | 31. leden 2009     | Australian Open, Austrálie (3)            | tvrdý       | Bob Bryan    | Maheš Bhúpatí Mark Knowles              | 2-6, 7-5, 6-0                 |
| 54.  | 1. březen 2009     | Delray Beach, USA                         | tvrdý       | Bob Bryan    | Marcelo Melo André Sá                   | 6-4, 6-4                      |
| 55.  | 11. duben 2009     | Houston, USA (2)                          | antuka      | Bob Bryan    | Jesse Levine Ryan Sweeting              | 6-1, 6-2                      |
| 56.  | 2. srpen 2009      | Los Angeles, USA                          | tvrdý       | Bob Bryan    | Benjamin Becker Frank Moser             | 6-4, 7-6(2)                   |
| 57.  | 12. říjen 2009     | Peking, Čína                              | tvrdý       | Bob Bryan    | Mark Knowles Andy Roddick               | 6-4, 6-2                      |
| 58.  | 29. listopad 2009  | Londýn, Spojené království                | tvrdý (h)   | Bob Bryan    | Max Mirnyj Andy Ram                     | 7-6(5), 6-3                   |
| 59.  | 30. leden 2010     | Australian Open, Austrálie (4)            | tvrdý       | Bob Bryan    | Daniel Nestor Nenad Zimonjić            | 6-3, 6-7(5), 6-3              |
| 60.  | 28. únor 2010      | Delray Beach, USA                         | tvrdý       | Bob Bryan    | Philipp Marx Igor Zelenay               | 6-3, 7-6(3)                   |
| 61.  | 10. duben 2010     | Houston, USA (3)                          | antuka      | Bob Bryan    | Stephen Huss Wesley Moodie              | 6-3, 7-5                      |
| 62.  | 2. květen, 2010    | Řím, Itálie (2)                           | antuka      | Bob Bryan    | John Isner Sam Querrey                  | 6-2, 6-3                      |
| 63.  | 16. květen 2010    | Madrid, Španělsko (3)                     | antuka      | Bob Bryan    | Daniel Nestor Nenad Zimonjić            | 6–3, 6–4                      |
| 64.  | 1. srpen 2010      | Los Angeles, USA (6)                      | tvrdý       | Bob Bryan    | Eric Butorac Jean-Julien Rojer          | 6–7(6), 6–2, [10–7]           |
| 65.  | 15. srpen 2010     | Toronto, Kanada (3)                       | tvrdý       | Bob Bryan    | Julien Benneteau Michaël Llodra         | 7–5, 6–3                      |
| 66.  | 22. srpen 2010     | Cincinnati, USA (3)                       | tvrdý       | Bob Bryan    | Maheš Bhúpatí Max Mirnyj                | 6–3, 6–4                      |
| 67.  | 10. září 2010      | US Open, New York, USA (3)                | tvrdý       | Bob Bryan    | Rohan Bopanna Ajsám Kúreší              | 7–6(5), 7–6(4)                |
| 68.  | 10. října 2010     | Peking, ČLR (2)                           | tvrdý       | Bob Bryan    | Mariusz Fyrstenberg Marcin Matkowski    | 6–1, 7–6(5)                   |
| 69.  | 7. listopadu 2010  | Bazilej, Švýcarsko (4)                    | tvrdý (h)   | Bob Bryan    | Daniel Nestor Nenad Zimonjić            | 6–3, 3–6, [10–3]              |
| 70.  | 29. ledna 2011     | Australian Open, Melbourne, Austrálie (5) | tvrdý       | Bob Bryan    | Maheš Bhúpatí Leander Paes              | 6–3, 6–4                      |
| 71.  | 10. duben 2011     | Houston, USA (4)                          | antuka      | Bob Bryan    | John Isner Sam Querrey                  | 6:7(4), 6:2, 10-5             |
| 72.  | 17. duben 2011     | Monte Carlo, Monako (2)                   | antuka      | Bob Bryan    | Juan Ignacio Chela Bruno Soares         | 6-3, 6-2                      |
| 73.  | 8. květen 2011     | Madrid, Španělsko (4)                     | antuka      | Bob Bryan    | Michaël Llodra Nenad Zimonjić           | 6–3, 6–3                      |
| 74.  | 13. červen 2011    | Queen's Club, V. Británie (4)             | tráva       | Bob Bryan    | Maheš Bhúpatí Leander Paes              | 6–7(2–7), 7–6(7–4), [10–6]    |
| 75.  | 3. červenec 2011   | Wimbledon, V. Británie (2)                | tráva       | Bob Bryan    | Robert Lindstedt Horia Tecău            | 6-3, 6-4, 7-6                 |
| 76.  | 30. říjen 2011     | Vídeň, Rakousko                           | tvrdý (h)   | Bob Bryan    | Daniel Nestor Max Mirnyj                | 7–6, 6–3                      |
| 77.  | 6. listopad 2011   | Valencie, Španělsko                       | tvrdý (h)   | Bob Bryan    | Eric Butorac Jean-Julien Rojer          | 6–4, 7-6(9)                   |
| 78.  | 15. leden 2012     | Sydney, Austrálie (2)                     | tvrdý       | Bob Bryan    | Matthew Ebden Jarkko Nieminen           | 6-1, 6-4                      |
| 79.  | 22. duben 2012     | Monte Carlo, Monako (3)                   | antuka      | Bob Bryan    | Daniel Nestor Max Mirnyj                | 6-2, 6-3                      |
| 80.  | 27. květen 2012    | Nice, Francie (1)                         | antuka      | Bob Bryan    | Oliver Marach Filip Polášek             | 7-6(5), 6-3                   |
| 81.  | 4. srpen 2012      | LOH 2012, Londýn, Spojené království      | tráva       | Bob Bryan    | Michaël Llodra Jo-Wilfried Tsonga       | 6-4, 7-6(2)                   |
| 82.  | 12. srpen 2012     | Toronto, Kanada (4)                       | tvrdý       | Bob Bryan    | Marcel Granollers Marc López            | 6–1, 4–6, [12–10]             |
| 83.  | 7. září 2012       | US Open, New York, USA (4)                | tvrdý       | Bob Bryan    | Leander Paes Radek Štěpánek             | 6–3, 6–4                      |
| 84.  | 7. říjen 2012      | Peking, ČLR (3)                           | tvrdý       | Bob Bryan    | Carlos Berlocq Dennis Istomin           | 6–3, 6-2                      |
| 85.  | 12. leden 2013     | Sydney, Austrálie (3)                     | tvrdý       | Bob Bryan    | Max Mirnyj Horia Tecau                  | 6-4, 6-4                      |
| 86.  | 26. leden 2013     | Australian Open, Melbourne, Austrálie (6) | tvrdý       | Bob Bryan    | Robin Haase Igor Sijsling               | 6–3, 6–4                      |
| 87.  | 24. února 2013     | Memphis Open, Memphis                     | tvrdý       | Bob Bryan    | James Blake Jack Sock                   | 6-1, 6-2                      |
| 88.  | 17. března 2013    | Indian Wells Masters, Kalifornie          | tvrdý       | Bob Bryan    | Treat Conrad Huey Jerzy Janowicz        | 6-3, 3-6, 10-6                |
| 89.  | 12. května 2013    | Mutua Madrid Open, Španělsko (5)          | antuka      | Bob Bryan    | Alexander Peya Bruno Soares             | 6-2, 6-3                      |
| 90.  | 19. května 2013    | Rome Masters, Itálie                      | antuka      | Bob Bryan    | Maheš Bhúpatí Rohan Bopanna             | 6-2, 6-3                      |
| 91.  | 8. června 2013     | French Open, Francie                      | antuka      | Bob Bryan    | Michaël Llodra Nicolas Mahut            | 6-4, 4-6, 7-6(4)              |
| 92.  | 16. června 2013    | Queen's Club, Londýn, Velká Británie      | tráva       | Bob Bryan    | Alexander Peya Bruno Soares             | 4-6, 7-5, 10-3                |
| 93.  | 6. července 2013   | Wimbledon, Velká Británie                 | tráva       | Bob Bryan    | Ivan Dodig Marcelo Melo                 | 3-6, 6-3, 6-4, 6-4            |
| 94.  | 18. srpna 2013     | Cincinnati Open, Ohio                     | tvrdý       | Bob Bryan    | Marcel Grannolers Marc López            | 6-4, 4-6, 10-4                |
| 95.  | 3. listopadu 2013  | Paříž, Francie                            | tvrdý       | Bob Bryan    | Alexander Peya Bruno Soares             | 6-3, 6-3                      |
| 96.  | 23. února 2014     | Delray Beach, USA                         | tvrdý       | Bob Bryan    | František Čermák Mikhail Elgin          | 6-2, 6-3                      |
| 97.  | 16. března 2014    | Indian Wells, Kalifornie                  | tvrdý       | Bob Bryan    | Alexender Peya Bruno Soares             | 6-4, 6-3                      |
| 98.  | 29. března 2014    | Miami Open, USA                           | tvrdý       | Bob Bryan    | Juan- Sebastian Cabal Robert Farah      | 7-6(8), 6-4                   |
| 99.  | 13. dubna 2014     | Houston Open, USA                         | antuka      | Bob Bryan    | David Marrero-Santana Fernando Verdasco | 4-6, 6-4, 11-9                |
| 100. | 20. dubna 2014     | Monte Carlo Masters, Monaco               | antuka      | Bob Bryan    | Ivan Dodig Marcelo Melo                 | 6-3, 3-6, 10-8                |
| 101. | 17. srpna 2014     | Cincinnati Masters, Ohio                  | tvrdý       | Bob Bryan    | Vasek Pospisil Jack Sock                | 6-3, 6-2                      |
| 102. | 7. září 2014       | US Open, USA                              | tvrdý       | Bob Bryan    | Marcel Granollers Marc López            | 6-3, 6-4                      |
| 103. | 12. října 2014     | Shanghai Masters, Čína                    | tvrdý       | Bob Bryan    | Julien Benneteau Edouard Roger-Vasselin | 6-3, 7-6(3)                   |
| 104. | 2. listopadu 2014  | Paris Masters, Francie                    | tvrdý       | Bob Bryan    | Marcin Matkowski Jurgen Melzer          | 7-6(5), 5-7, 10-6             |
| 105. | 16. listopadu 2014 | Londýn, Spojené království                | tvrdý       | Bob Bryan    | Ivan Dodig Marcelo Melo                 | 6-7(5), 6-2, 10-7             |
| 106. | 22. února 2015     | Delray Beach Open, USA                    | tvrdý       | Bob Bryan    | Raven Klaasen Leander Paes              | 6-3, 3-6, 10-6                |
| 107. | 4. dubna 2015      | Miami Open, USA                           | tvrdý       | Bob Bryan    | Vasek Pospisil Jack Sock                | 6-3, 1-6, 10-8                |
| 108. | 19. dubna 2015     | Monte Carlo Masters, Monako               | tvrdý       | Bob Bryan    | Simone Bolleli Fabio Fognini            | 7-6(3), 6-1                   |
| 109. | 2. srpna 2015      | Atlanta Open, USA                         | tvrdý       | Bob Bryan    | Colin Fleming Gilles Müller             | 4-6, 7-6(2), 10-4             |
| 110. | 9. srpna 2015      | Washington Open, USA                      | tvrdý       | Bob Bryan    | Ivan Dodig Marcelo Melo                 | 6-4, 6-2                      |
| 111. | 16. srpna 2015     | Montreal Open, Kanada                     | tvrdý       | Bob Bryan    | Daniel Nestor Edouard Roger-Vasselin    | 7-6(5), 3-6, 10-6             |
| 112. | 10. dubna 2016     | Houston Open, USA                         | antuka      | Bob Bryan    | Víctor Estrella Santiago Gonzáles       | 4-6, 6-3, 10-8                |
| 113. | 24. dubna 2016     | Barcelona Open, Španělsko                 | antuka      | Bob Bryan    | Pablo Cuevas Marcel Grannolers          | 7-5, 7-5                      |
| 114. | 15. května 2016    | Rome Masters, Itálie                      | antuka      | Bob Bryan    | Vasek Pospisil Jack Sock                | 2-6, 6-3, 10-7                |
| 115. | 30. června 2017    | Eastbourne, Spojené království            | tráva       | Bob Bryan    | Rohan Bopanna André Sá                  | 6–7(4–7), 6–4, [10–3]         |
| 116. | 30. července 2017  | Atlanta, USA (2)                          | tvrdý       | Bob Bryan    | Wesley Koolhof Artem Sitak              | 6–3, 6–4                      |
| 117. | březen 2018        | Miami, USA                                | tvrdý       | Bob Bryan    | Karen Chačanov Andrej Rubljov           | 4-6, 7-6(7-5), [10–4]         |
| 118. | duben 2018         | Monte-Carlo, Monako                       | antuka      | Bob Bryan    | Oliver Marach Mate Pavić                | 7–6(7–5), 6–3                 |
| 119. | 14. července 2018  | Wimbledon, Londýn, Velká Británie (4)     | tráva       | Jack Sock    | Raven Klaasen Michael Venus             | 6–3, 6–7(7–9), 6–3, 5–7, 7–5  |
| 120. | 8. září 2018       | US Open, New York, Spojené státy (6)      | tvrdý       | Jack Sock    | Łukasz Kubot Marcelo Melo               | 6–3, 6–1                      |
| 121. | 18. listopadu 2018 | Turnaj mistrů, Londýn, Velká Británie (5) | tvrdý (h)   | Jack Sock    | Pierre-Hugues Herbert Nicolas Mahut     | 5–7, 6–1, [13–11]             |
| 122. | 24. února 2019     | Delray Beach, Spojené státy               | tvrdý       | Bob Bryan    | Ken Skupski Neal Skupski                | 7–6(7–5), 6–4                 |
| 123. | 31. března 2019    | Miami, Spojené státy (6)                  | tvrdý       | Bob Bryan    | Wesley Koolhof Stefanos Tsitsipas       | 7–5, 7–6(10–8)                |

#### Poražený finalista (62)
| č.  | datum             | turnaj                                    | povrch    | spoluhráč              | vítězové                                | výsledek                      |
| --- | ----------------- | ----------------------------------------- | --------- | ---------------------- | --------------------------------------- | ----------------------------- |
| 1.  | 25. duben 1999    | Orlando, USA                              | antuka    | Bob Bryan              | Jim Courier Todd Woodbridge             | 7-6(4), 6-4                   |
| 2.  | 19. srpen 2001    | Washington, USA                           | tvrdý     | Bob Bryan              | Martin Damm David Prinosil              | 7-6(5), 6-3                   |
| 3.  | 6. leden 2002     | Adelaide, Austrálie                       | tvrdý     | Bob Bryan              | Wayne Black Kevin Ullyett               | 7-5, 6-2                      |
| 4.  | 24. únor 2002     | Memphis, USA                              | tvrdý (h) | Bob Bryan              | Brian MacPhie Nenad Zimonjić            | 6-3, 3-6, 10-4                |
| 5.  | 26. květen 2002   | St. Pölten, Rakousko                      | antuka    | Michael Hill           | Petr Pála David Rikl                    | 7-5, 6-4                      |
| 6.  | 18. srpen 2002    | Washington, USA                           | tvrdý     | Bob Bryan              | Wayne Black Kevin Ullyett               | 3-6, 6-3, 7-5                 |
| 7.  | 23. únor 2003     | Memphis, USA                              | tvrdý (h) | Bob Bryan              | Mark Knowles Daniel Nestor              | 6-2, 7-6(3)                   |
| 8.  | 16. březen 2003   | Indian Wells, USA                         | tvrdý     | Bob Bryan              | Wayne Ferreira Jevgenij Kafelnikov      | 3-6, 7-5, 6-4                 |
| 9.  | 7. září 2003      | US Open, USA                              | tvrdý     | Bob Bryan              | Jonas Björkman Todd Woodbridge          | 5-7, 6-0, 7-5                 |
| 10. | 18. leden 2004    | Sydney, Austrálie                         | tvrdý     | Bob Bryan              | Jonas Björkman Todd Woodbridge          | 7-6(3), 7-5                   |
| 11. | 1. únor 2004      | Australian Open, Austrálie                | tvrdý     | Bob Bryan              | Michaël Llodra Fabrice Santoro          | 7-6(4), 6-3                   |
| 12. | 16. květen 2004   | Hamburk, Německo                          | antuka    | Bob Bryan              | Wayne Black Kevin Ullyett               | 6-4, 6-2                      |
| 13. | 24. říjen 2004    | Madrid, Španělsko                         | tvrdý (h) | Bob Bryan              | Mark Knowles Daniel Nestor              | 6-3, 6-4                      |
| 14. | 30. leden 2005    | Australian Open, Austrálie                | tvrdý     | Bob Bryan              | Wayne Black Kevin Ullyett               | 6-4, 6-4                      |
| 15. | 20. únor 2005     | Memphis, USA                              | tvrdý (h) | Bob Bryan              | Simon Aspelin Todd Perry                | 6-4, 6-4                      |
| 16. | 17. duben 2005    | Monte Carlo, Monako                       | antuka    | Bob Bryan              | Leander Paes Nenad Zimonjić             | bez boje                      |
| 17. | 8. květen 2005    | Řím, Itálie                               | antuka    | Bob Bryan              | Michaël Llodra Fabrice Santoro          | 6-4, 6-2                      |
| 18. | 5. červen 2005    | French Open, Francie                      | antuka    | Bob Bryan              | Jonas Björkman Max Mirnyj               | 2-6, 6-1, 6-4                 |
| 19. | 3. červenec 2005  | Wimbledon, Velká Británie                 | tráva     | Bob Bryan              | Stephen Huss Wesley Moodie              | 7-6(4), 6-3, 6-7(2), 6-3      |
| 20. | 19. březen 2006   | Indian Wells, USA                         | tvrdý     | Bob Bryan              | Mark Knowles Daniel Nestor              | 6-4, 6-4                      |
| 21. | 2. duben 2006     | Miami, USA                                | tvrdý     | Bob Bryan              | Jonas Björkman Max Mirnyj               | 6-4, 6-4                      |
| 22. | 11. červen 2006   | French Open, Francie                      | antuka    | Bob Bryan              | Jonas Björkman Max Mirnyj               | 6-7(5), 6-4, 7-5              |
| 23. | 20. srpen 2006    | Cincinnati, USA                           | tvrdý     | Bob Bryan              | Jonas Björkman Max Mirnyj               | 3-6, 6-3, 10-7                |
| 24. | 13. květen 2007   | Řím, Itálie                               | antuka    | Bob Bryan              | Fabrice Santoro Nenad Zimonjić          | 6-4, 6-7(4), 10-7             |
| 25. | 17. červen 2007   | Queen's Club, Velká Británie              | tráva     | Bob Bryan              | Mark Knowles Daniel Nestor              | 7-6(4), 7-5                   |
| 26. | 8. červenec 2007  | Wimbledon, Velká Británie                 | tráva     | Bob Bryan              | Arnaud Clément Michaël Llodra           | 6-7(5), 6-3, 6-4, 6-4         |
| 27. | 5. srpen 2007     | Cincinnati, USA                           | tvrdý     | Bob Bryan              | Jonatan Erlich Andy Ram                 | 4-6, 6-3, 13-11               |
| 28. | 12. leden 2008    | Sydney, Austrálie                         | tvrdý     | Bob Bryan              | Richard Gasquet Jo-Wilfried Tsonga      | 4-6, 6-4, 11-9                |
| 29. | 17. únor 2008     | Delray Beach, USA                         | tvrdý     | Bob Bryan              | Max Mirnyj Jamie Murray                 | 6-4, 3-6, 10-6                |
| 30. | 24. únor 2008     | San José, USA                             | tvrdý (h) | Bob Bryan              | Scott Lipsky David Martin               | 7-6(4), 7-5                   |
| 31. | 9. březen 2008    | Las Vegas, USA                            | tvrdý     | Bob Bryan              | Julien Benneteau Michaël Llodra         | 6-4, 4-6, 10-8                |
| 32. | 18. květen 2008   | Hamburk, Německo                          | antuka    | Bob Bryan              | Daniel Nestor Nenad Zimonjić            | 6-4, 5-7, 10-8                |
| 33. | 27. červenec 2008 | Toronto, Kanada                           | tvrdý     | Bob Bryan              | Daniel Nestor Nenad Zimonjić            | 6-2, 4-6, 10-6                |
| 34. | 16. listopad 2008 | Šanghaj, Čína                             | tvrdý (h) | Bob Bryan              | Daniel Nestor Nenad Zimonjić            | 7-6(3), 6-2                   |
| 35. | 19. duben 2009    | Monte Carlo, Monako                       | antuka    | Bob Bryan              | Daniel Nestor Nenad Zimonjić            | 6-4, 6-1                      |
| 36. | 3. květen 2009    | Řím, Itálie                               | antuka    | Bob Bryan              | Daniel Nestor Nenad Zimonjić            | 7-6(5), 6-3                   |
| 37. | 4. červenec 2009  | Wimbledon, V. Británie                    | tráva     | Bob Bryan              | Daniel Nestor Nenad Zimonjić            | 7-6(7), 6-7(3), 7-6(3), 6-3   |
| 38. | 23. srpen 2009    | Cincinnati, USA                           | tvrdý     | Bob Bryan              | Daniel Nestor Nenad Zimonjić            | 3-6, 7-6(2), 15-13            |
| 39. | 8. listopad 2009  | Basilej, Švýcarsko                        | tvrdý (h) | Bob Bryan              | Daniel Nestor Nenad Zimonjić            | 6-2, 6-3                      |
| 40. | 15. ledna 2011    | Sydney, Austrálie                         | tvrdý     | Bob Bryan              | Lukáš Dlouhý Paul Hanley                | 6–7(6), 6–3, [10–5]           |
| 41. | 24. dubna 2011    | Barcelona, Španělsko                      | antuka    | Bob Bryan              | Santiago Gonzales Scott Lipsky          | 5-7, 6-2, 12-10               |
| 42. | 14. srpen 2011    | Montreal, Kanada                          | tvrdý     | Bob Bryan              | Nenad Zimonjić Michaël Llodra           | 6-4, 6-7(5), 10-5             |
| 43. | 28. leden 2012    | Australian Open, Austrálie                | tvrdý     | Bob Bryan              | Radek Štěpánek Leander Paes             | 7-6(6), 6-2                   |
| 44. | 9. červen 2012    | French Open, Španělsko                    | antuka    | Bob Bryan              | Max Mirnyj Daniel Nestor                | 6-4, 6-4                      |
| 45. | 17. červen 2012   | Londýn Queen’s club, Velká Británie       | tráva     | Bob Bryan              | Max Mirnyj Daniel Nestor                | 6-3, 6-4                      |
| 46. | 14. duben 2013    | Houston, USA                              | antuka    | Bob Bryan              | Jamie Murray John Peers                 | 1-6, 7-6(3), 12-10            |
| 47. | 21. duben 2013    | Monte Carlo Masters, Monako               | antuka    | Bob Bryan              | Julien Benneteau Nenad Zimonjic         | 4-6, 7-6(4), 14-12            |
| 48. | 27. říjen 2013    | Valencie Open, Španělsko                  | tvrdý     | Bob Bryan              | Alexander Peya Bruno Soares             | 7-6(3), 6-7(1), 13-11         |
| 49. | 11. listopad 2013 | Turnaj mistrů, Londýn, Velká Británie     | tvrdý     | Bob Bryan              | David Marrero-Santana Fernando Verdasco | 7-5, 6-7(3), 10-7             |
| 50. | 16. únor 2014     | Memphis Open, USA                         | tvrdý     | Bob Bryan              | Eric Butorac Klaasen Raven              | 6-4, 6-4                      |
| 51. | 11. květen 2014   | Madrid Masters, Španělsko                 | antuka    | Bob Bryan              | Nenad Zimonjic Daniel Nestor            | 6-4, 6-2                      |
| 52. | 5. červenec 2014  | Wimbledon, Velká Británie                 | tráva     | Bob Bryan              | Jack Sock Vasek Pospisil                | 7-6(5), 6-7(3), 6-4, 3-6, 7-5 |
| 53. | 6. červen 2015    | French Open, Francie                      | antuka    | Bob Bryan              | Marcelo Melo Ivan Dodig                 | 6-7(5), 7-6(5), 7-5           |
| 54. | 21. února 2016    | Delray Beach, USA                         | tvrdý     | Bob Bryan              | Oliver Marach Martin Fabrice            | 3-6, 7-6(7), 13-11            |
| 55. | 4. června 2016    | French Open, Francie                      | antuka    | Bob Bryan              | Feliciano Lopez Marc Lopez              | 6-4, 6-7(6), 6-3              |
| 56. | 28. ledna 2017    | Australian Open, Melbourne, Austrálie (4) | tvrdý     | Bob Bryan              | Henri Kontinen John Peers               | 5–7, 5–7                      |
| 57. | březen 2018       | Acapulco, Mexilo                          | tvrdý     | Bob Bryan              | Jamie Murray Bruno Soares               | 6–7(4–7), 5–7                 |
| 58. | březen 2018       | Indian Wells, USA                         | tvrdý     | Bob Bryan              | John Isner Jack Sock                    | 6–7(4–7), 6–7(2–7)            |
| 59. | květen 2018       | Madrid, Španělsko                         | antuka    | Bob Bryan              | Nikola Mektić Alexander Peya            | 3–5skreč                      |
| 60. | 5. srpna 2018     | Washington, D.C., USA                     | tvrdý     | Édouard Roger-Vasselin | Jamie Murray Bruno Soares               | 6–3, 3–6, [4–10]              |
| 61. | 22. října 2018    | Vídeň, Rakousko                           | tvrdý (h) | Édouard Roger-Vasselin | Joe Salisbury Neal Skupski              | 6–7(5–7), 3–6                 |
| 62. | 28. července 2019 | Atlanta, USA                              | tvrdý     | Bob Bryan              | Dominic Inglot Austin Krajicek          | 4–6, 7–6(7–5), [9–11]         |

## Postavení na konečném žebříčku ATP

### Dvouhra
| Rok    | 1997 | 1998   | 1999   | 2000   | 2001   | 2002   | 2003   |
| Pořadí | 520. | ▲ 479. | ▲ 400. | ▲ 280. | ▼ 336. | ▼ 609. | ▼ 675. |

### Čtyřhra
| Rok    | 1995  | 1996   | 1997   | 1998   | 1999  | 2000  | 2001  | 2002 | 2003 | 2004 | 2005 | 2006 | 2007 | 2008 | 2009 | 2010 | 2011 |
| Pořadí | 1191. | ▲ 654. | ▲ 635. | ▲ 174. | ▲ 64. | ▲ 59. | ▲ 22. | ▲ 7. | ▲ 2. | ▼ 4. | ▲ 1. | ▬ 1. | ▬ 1. | ▼ 3. | ▲ 1. | ▬ 1. | ▬ 1. |